# Едрино
Едрино е село в Южна България. То се намира в община Крумовград, област Кърджали.

## География
Село Едрино се намира в планински район.

## Население
Численост и дял на етническите групи според преброяването на населението през 2011 г.:
|                     | Численост | Дял (в %) |
| Общо                | 278       | 100,00    |
| Българи             | 24        | 8,63      |
| Турци               | 78        | 28,05     |
| Цигани              | 0         | 0,00      |
| Други               | 0         | 0,00      |
| Не се самоопределят | 0         | 0,00      |
| Неотговорили        | 175       | 62,94     |

## Други
Препитание – тютюнопроизводство, зеленчукопроизводство (пипер, картофи, царевица).
Религия – мюсюлманска и християнска.